# Wincenty Aleksiejczuk
Wincenty Aleksiejczuk (ur. 1 października 1922 w Laszkach, zm. 7 maja 1993) – polski rolnik i polityk, poseł na Sejm PRL III i IV kadencji.

## Życiorys
Syn Michała i Jadwigi. Uzyskał wykształcenie podstawowe, z zawodu rolnik. Prowadził własne gospodarstwo rolne w Osiece. Należał do Zjednoczonego Stronnictwa Ludowego, był wiceprezesem Wojewódzkiego Komitetu ZSL w Olsztynie. Pełnił funkcję radnego Powiatowej Rady Narodowej. W 1961 i 1965 uzyskiwał mandat posła na Sejm PRL w okręgu Bartoszyce. W trakcie swej pierwszej kadencji pracował w Komisji Leśnictwa i Przemysłu Drzewnego, a w kolejnej w Komisji Budownictwa i Gospodarki Komunalnej.

## Odznaczenia
- Brązowy Krzyż Zasługi
- Odznaka 1000-lecia Państwa Polskiego
- Złota Odznaka honorowa „Zasłużony dla Warmii i Mazur”